# Akkordeon
Das Akkordeon (von französisch accordéon), auch Ziehharmonika,  Handharmonika oder Schifferklavier genannt, ist ein Handzuginstrument, bei dem der Ton beim Öffnen oder Schließen eines Balges durch freischwingende, durchschlagende Zungen erzeugt wird und das nicht nur Einzeltöne hervorbringt, sondern auch (in seiner Version als Standardbassinstrument) (mechanisch voreingestellte) Akkorde. Der Name Akkordeon geht zurück auf den Wiener Instrumentenbauer Cyrill Demian, der sein Handbalginstrument durch Hinzufügen von Akkordtönen zu den wechseltönigen Melodietönen veränderte und unter dem Namen Accordion (1829) patentieren ließ.
Das Akkordeon zählt somit zu den selbstklingenden Unterbrechungs-Aerophonen. Alle Handbalginstrumente, die auf der (aus Sicht des Spielers) rechten Seite, dem Diskant (Diskantteil, Melodieseite), die Tastatur (Klaviatur oder Knöpfe) in einer abgewinkelten Form angebracht haben, werden zu den diversen Akkordeonarten gezählt. Diese Anordnung der Tastatur geht auf die ersten Wiener oder die ersten französischen Instrumente zurück.
Die verschiedenen Typen der Konzertina, wie das Bandoneon, weisen im Gegensatz zum Akkordeon keine abgewinkelte Tastatur und keine voreingestellten Akkorde auf.

## Terminologie
Es gibt eine Reihe von regionalen, teilweise umgangssprachlich-humoristischen Bezeichnungen für das Akkordeon oder spezielle Bauformen, wie:
- Handklavier,  Maurerklavier,
- Ziehorgel,  Handorgel (schweizerisch), Schweineorgel[2]
- Zugin, Ziach (bairisch), Zerrwanst, Treckfidel (niederdeutsch für "Zieh-Fiedel")
- Quetschkommode, Quetschn (österreichisch), Quetschebüggel (rheinisch)

Die vielfältigen Begriffe und besonders „Akkordeon“ und „Harmonika“ werden synonym, aber auch abgrenzend verwendet.  Die regionalen Unterschiede in Bauart, Spielweise und Bezeichnung sind derart komplex, dass die folgende Darstellung lückenhaft bleibt.
Anfangs waren „Harmonika“ die größeren Handzuginstrumente, die immer mit der rechten Hand gespielt wurden, also die kleinere Bauart der Physharmonika. Sprachlich ist im Laufe der letzten beiden Jahrhunderte ein gewisser Tausch der Bezeichnungen eingetreten, so wird eher das Akkordeon als die große Variante der Harmonika betrachtet, eine scharfe Begriffsabgrenzung gibt es nicht. Die Harmonika war ursprünglich chromatisch. Siehe dazu Geschichte des Pianoakkordeons.
Im volkstümlichen Bereich werden Begriffe exklusiv für bestimmte Sonderformen verwendet. Häufig wird von „Akkordeon“ gesprochen, wenn es sich um teurere, hochwertige und schwerere Produkte handelt, die auch für konzertantes Spiel verwendet werden. Der Begriff „Harmonika“ wird dagegen für leichtere Ausführungen verwendet. Es gibt Ausnahmen: so wurden in Wien gerade die größeren Instrumente als „Harmonika“ bezeichnet. Regional gibt es sprachliche Unterschiede in der Benennung, grob kann gesagt werden, dass in Österreich Harmonika tatsächlich für das Akkordeon Verwendung findet, häufig aber auch als Kurzbezeichnung für die Steirische Harmonika, oft in der Form von Ziehharmonika. In der Schweiz wird eher der Ausdruck Handorgel verwendet. Im deutschsprachigen Raum wurde in letzter Zeit ein neuer Ausdruck geprägt, nämlich Zuginstrument oder in der verkürzten Form einfach Zugin oder Ziach (vor allem in Westösterreich und Bayern).
Unterscheidet man die Regionen genauer, kommen umgangssprachlich viele weitere Bezeichnungen hinzu. Es ist daher natürlich, dass Personen aus verschiedenen deutschsprachigen Regionen die verschiedenen Bezeichnungen für derartige Instrumente mit unterschiedlichen Instrumentvarianten verknüpfen. So sind die Benennungen für das Instrument in den verschiedenen Sprachen der Erde oft von Harmonika oder Akkordeon abgeleitet. Im englischen Sprachraum wird Accordion als Oberbegriff verwendet.
Um die regionalen Unterschiede in der Terminologie zu umgehen, wird im Artikel in erster Linie der Begriff „Akkordeon“ verwendet.

## Bauarten

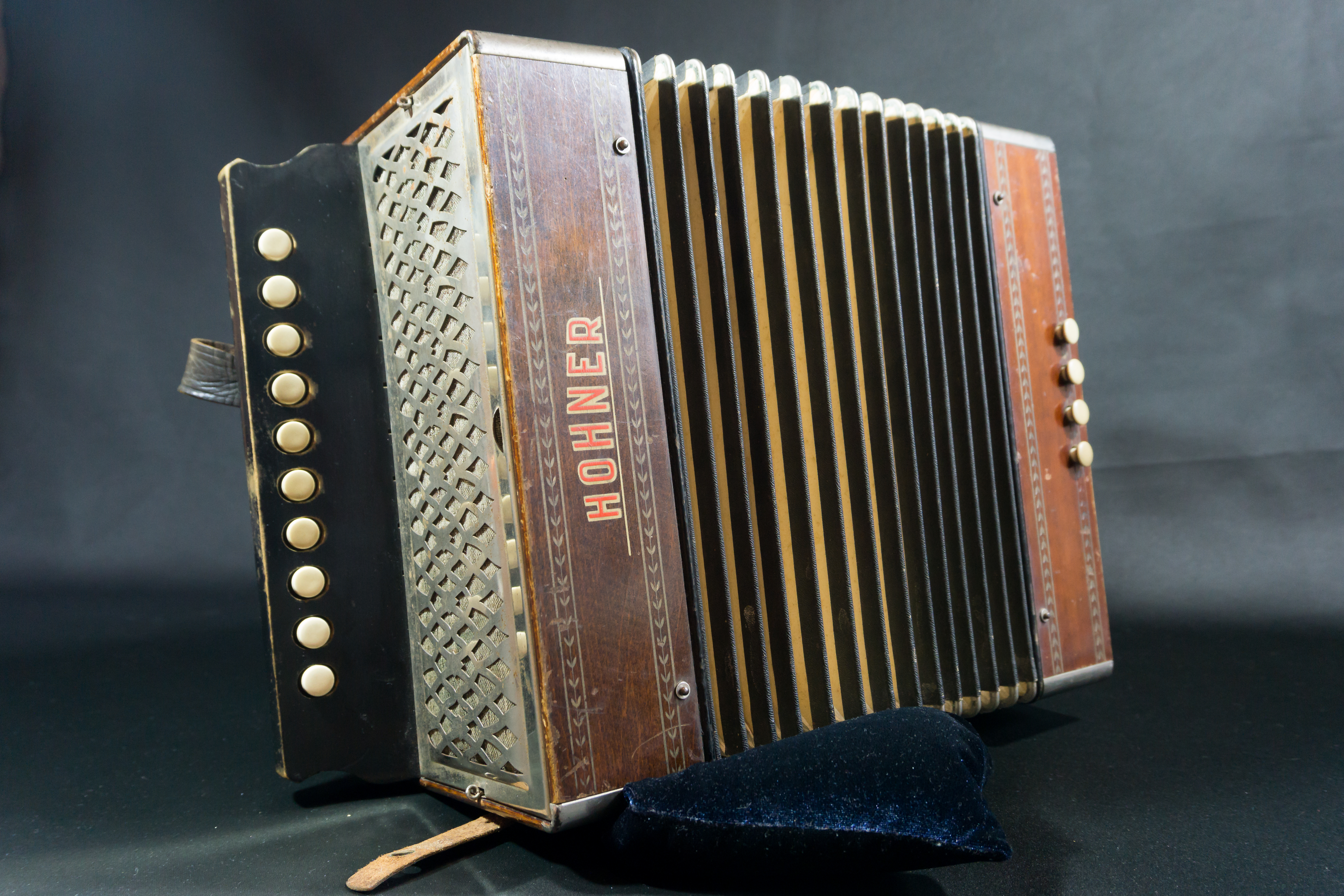
Ein einfach gebautes Akkordeon

Ein Akkordeon besteht wie fast alle Handbalginstrumente aus zwei Teilen (Diskant und Bass), die durch einen Balg miteinander verbunden sind. Durch das Auseinanderziehen und Zusammendrücken der beiden Teile wird die Luft im Balg durch die Stimmstöcke in den beiden Seitenteilen geführt. Je nachdem, ob beim Öffnen und Schließen des Balges die gleichen Töne erklingen, kann grundsätzlich zwischen wechseltönigen und gleichtönigen Instrumenten unterschieden werden. Ein wesentlicher Unterschied bei den gleichtönigen Instrumenten besteht in der Struktur der Bassseite: Wenn über deren Knopftastatur ausschließlich Basstöne (Grundbässe) und Akkorde angesteuert werden, handelt es sich um ein Standardbassakkordeon. Wenn zusätzlich oder ausschließlich auch Einzeltöne über mehrere Oktaven gespielt werden können, handelt es sich um ein Einzeltonakkordeon. Weiterhin ist eine Klassifikation nach Art der Tastenbelegung im Diskant möglich. Neben den hier aufgezählten sind noch zahllose weitere Varianten bekannt. Die Vielfalt der Akkordeons in Gruppen einzuteilen, ist schwierig. Bei praktisch allen Klassifikationssystemen zeigen sich Vor- und Nachteile sowie mehr oder weniger zahlreiche Ausnahmen.
wechseltönig
- einreihig
  - Cajun Accordion (Louisiana)
  - Sanfona (Brasilien)
  - Melodeon
  - Langnauerli, Diskant und Bass wechseltönig diatonisch
- mehrreihig
  - Wiener Modell (ursprünglich Wien)
  - Club-Modell modifiziertes Wiener Modell mit zusätzlicher Hilfstonreihe (Deutschland)
  - Steirische Harmonika (Österreich, Südtirol, Tschechien, Slowenien und Bayern)
  - Organetto (Italien)
  - Heligonka (Tschechien)
  - Schwyzerörgeli, Diskant wechseltönig diatonisch, Bass gleichtönig diatonisch (weniger als zwölf Grundbässe) oder chromatisch (zwölf Grundbässe)
  - Schottisches Akkordeon, Wiener Modell mit Stradella-Bass
  - Irisches Akkordeon, Diskant chromatisch
  - Trikitixa, Baskische Harmonika, Diskant diatonisch, Bass gleichtönig
  - Französisches Akkordeon

gleichtönig
- Knopfakkordeon
  - Schrammelharmonika (Vorläufer des chromatischen Knopfakkordeons)
  - Chromatisches Knopfakkordeon (CBA) und sein russisches Pendant, das Bajan
  - Garmon (russisches Knopfakkordeon mit diatonischem Diskant)
- Pianoakkordeon (PA) mit Klaviatur, sowie dessen Bass-Variante, das Bassakkordeon

## Baugruppen

### Balg
Der Balg ist das stilbildende Element eines Akkordeons. Er befindet sich zwischen dem rechten und dem linken Manual und besteht aus gefalteten Lagen von Stoff und Pappe, denen Leder und Metall beigefügt sind. Er dient der Erzeugung von Über- oder Unterdruck, wodurch Luft über die Stimmzungen getrieben wird und deren Vibrationen den Luftstrom periodisch unterbrechen, wodurch Schall erzeugt wird. Die Lautstärke eines Tones wird von der Intensität des Luftdrucks bestimmt. Die Tasten eines Akkordeons sind nicht anschlagsdynamisch wie bei einem Klavier.
Die Steuerung der Lautstärke ist allerdings nicht die einzige Funktion des Balgs. Sondern durch die Möglichkeit des Balgwechsels (Änderung der Richtung von Druck oder Zug auf den Balg) bietet der Balg ein Artikulationsmittel, das mit dem Wechsel der Strichrichtung des Bogens einer Geige verglichen werden kann. Die Wiederholung eines gleichen Tones kann also auf zwei unterschiedliche Arten erfolgen. Einerseits durch erneutes Betätigen bzw. Drücken der jeweiligen Taste des Instrumentes. Andererseits aber auch durch Halten der Taste und Änderung der Zugrichtung des Balges (Bellowshakes). Die Balgtechnik, d. h. der gezielt eingesetzte Balgwechsel, ist ein prägendes Charakteristikum akkordeonspezifischer Spieltechnik.

### Stimmstöcke

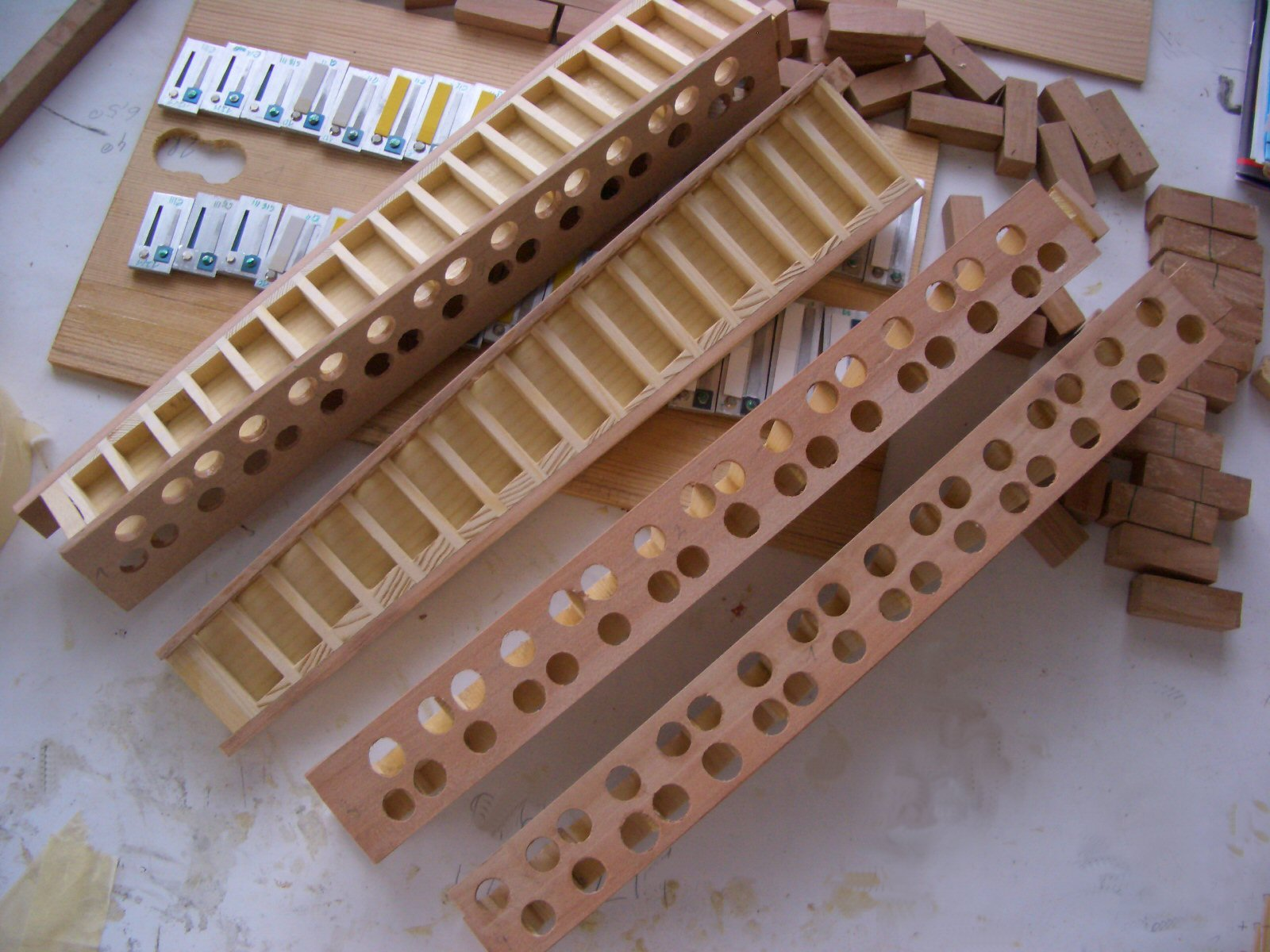
Geklebte Stimmstöcke

Ein Stimmstock ist die Zusammenfassung von Kanzellen zu einer Gruppe. Die Kanzellen können direkt im Musikinstrument mit dem Gehäuse verleimt sein. Werden sie jedoch zu Stimmstöcken zusammengefasst, sind sie meistens mit dem Gehäuse verschraubt und ausbaubar.
Die Kanzellen sind meistens aus Holz gefertigt, andere Instrumente verwenden aber auch Spritzguss-Polymer-Stimmstöcke. Holz spielt beim Stimmstockbau als traditionell verwendetes Material eine große Rolle. Bei der Verarbeitung kommen im Wesentlichen zwei Verfahren zum Einsatz: Entweder werden die Trennwände der Kanzellen als Einzelteile mit einer Trennwand verleimt oder ein vorbereiteter Holzblock wird mittels CNC-Fräsmaschine in die gewünschte Form gebracht. Die obere Leiste ist meistens aus einem härteren Holz, die Grundplatte (Sohle) mit den Schallöffnungen ebenfalls. In manchen Instrumenten kommen auch Stimmstöcke zum Einsatz, die bereits die Registerschieber im Stimmstockfuß beinhalten. Polymer-Stimmstöcke bieten den Vorteil hoher Maßhaltigkeit bei gleichzeitig sicherer Befestigung der Stimmplatte und Unempfindlichkeit gegenüber Klimaschwankungen. Da in allererster Linie die Form der Kanzelle und die Qualität der Stimmplatten an der Tonbildung beteiligt sind, lässt sich daher ein Klangunterschied zwischen Polymer- und Holz-Stimmstock bei modernen Instrumenten subjektiv nicht mehr feststellen; Polymer- und Holzstimmstöcke können sogar problemlos in einem Instrument zusammen eingesetzt werden. Nachteilig bei Kunststoffstimmstöcken ist die Tatsache, dass das Wachs nicht so gut haftet wie bei Holzstimmstöcken. Die Anordnung der Stimmplatten auf den Stimmstöcken variiert sehr stark in Abhängigkeit von der jeweiligen Instrumentenvariante. Fast immer sind sie aber im Diskant an einem Ende kleiner als am anderen, aufgrund der kleiner werdenden Stimmzungen. Die Tonlöcher sind oft rechteckig ausgeführt, um den Einsatz von Registerschiebern zu ermöglichen. Die Stimmplatten sind bei den meisten Instrumenten auf den Stimmstöcken mit einer speziellen Wachsmischung, meist Naturwachs, aufgeklebt. Bei modernen französischen Konzertinstrumenten und bei alten Wiener Instrumenten findet man eine Befestigung mit Schrauben, Haken und/oder Nägeln, dabei wird die Stimmplatte mit einer Abdichtung aus Leder oder Kork auf den Stimmstock aufgelegt. Teilweise entfällt eine Zwischenlage. Besonders bei der französischen Musette-Stimmung wird eine obertonreiche Klangfarbe erwünscht und durch die spezielle Art der Befestigung und Konstruktion der Stimmstöcke gefördert. Bassstimmstöcke bedürfen einer besonderen Aufmerksamkeit.
Stimmstöcke für Bassakkordeons sind meist auf eine besondere Art konstruiert (Faltung), damit die Ansprache und das Klangbild optimiert werden. Bei alten Instrumenten wird das Wachs hart und Stimmplatten können locker werden, was zum Rattern des Tones führt.

### Stimmplatten und Ventile
Stimmplatten und Ventile sind ein wesentlicher Bestandteil des Akkordeons und sind in erster Linie maßgeblich für die erreichbare Tonqualität in Bezug auf Lautstärke, Klangfarbe, Dynamik und Tonhaltigkeit. In den meisten Instrumenten kommen Stimmplatten aus maschineller Fertigung zum Einsatz. Für höchste Ansprüche werden „Handgemachte Stimmplatten“ verwendet. Für Konzertinstrumente und „Bayans“ werden oft durchgehende Stimmplatten verwendet, wo alle Stimmzungen auf einer einzigen Platte genietet oder geschraubt sind. Durchgehende Stimmplatten haben den Vorteil der höheren Stabilität und Tonfestigkeit aufgrund der größeren, vibrationsärmeren Masse. Die gängige Stimmplatte ist aus dem Material Aluminium (Duraluminium) gefertigt, oft bestehen Piccolo-Stimmplatten auch aus Messing. Die Stimmzunge wird aus Federstahl gestanzt. Die Qualität der Stimmplatte hängt von Faktoren wie z. B. den Spaltmaßen der Stimmzunge auf der Stimmplatte ab. Spaltmaße von bis zu 0,2 mm genügen einfachen Ansprüchen, Spaltmaße bis zu 0,02 mm gewährleisten eine hervorragende Tonansprache und Klangqualität. Bei Spaltmaßen bis 0,02 mm stößt man jedoch schon an fertigungstechnischen Grenzen, da durch die verschiedenartige Wärmeausdehnung von Aluminium und Stahl die Tonzunge zum Blockieren neigt. Oft werden hochwertige Tonzungen zusätzlich egalisiert, um einem Tonzungenbruch vorzubeugen. Bei den verwendeten Ventilen wird hauptsächlich zwischen Kunststoffventilen und Lederventilen unterschieden. Stimmplatten mit Kunststoffventilen klingen hell und obertonreich. Stimmplatten mit Lederventilen hingegen erzeugen einen obertonärmeren Klang. Die Oberfläche der Ventile hat entscheidenden Einfluss auf den Klang, deshalb werden bei vielen Instrumenten in den tiefen Tonlagen Ventile aus Leder, in den hohen Tonlagen Ventile aus Kunststoff verwendet. Je nach Wunsch können auch nur Kunststoffventile oder nur Lederventile eingesetzt werden.

### Register
Auf der linken Seite (Bassteil, Begleitseite) wie auf der rechten Seite (Diskantteil, Melodieseite) gibt es die Möglichkeit, die Klangfarben durch Zuschalten von bis zu sieben Chören (Stimmstöcken mit Stimmplatten und Zungen) durch sogenannte Register stark zu variieren. Bei diatonischen Instrumenten werden Register nur selten verwendet; eine Ausnahme ist das Cajun Accordion. Sehr einfache Instrumente besitzen keine Register. Zum Verschließen der Schallöffnungen für einzelne Stimmplattensätze dienen Registerschieber.

### Korpus
Die beiden Gehäuseteile des rechts eingebauten Diskants mit der Klaviatur (Klaviertasten) oder der Tastatur (Knöpfe) und des links eingebauten Basses mit der Bassmechanik erfüllen hauptsächlich die Aufgabe, die nötige mechanische Basis für die eingebauten Teile bereitzustellen, aber sie schließen auch den eingeschlossenen Luftraum dicht zur Umgebung ab, solange keine Ventile (Klappen) geöffnet werden. Zur klanglichen Komponente eines Instrumentes trägt die Art der Konstruktion nur bedingt bei. Wohl hat die Größe des freien inneren Volumens einen gewissen Anteil auf die Tonqualität in Beziehung auf Lautstärke und Klangfarbe, wie das verwendete Material einen kleinen Beitrag leistet. Vorrangig ist aber, dass der Korpus möglichst stabil und leicht ist. Traditionell wurde Fichtenholz, aber auch andere Massivholzarten verwendet. Bald hat aber die Verwendung von Mehrschichtholz Einzug gehalten, was zu guten akustischen Ergebnissen führt. Beim Akkordeon gilt der Grundsatz, dass die Korpusteile möglichst nicht vibrieren sollen ähnlich wie bei Lautsprecherboxen. Somit ist ein leichtes Instrument oft akustisch schlechter als ein etwas schwereres. Es verwundert daher auch nicht, dass Einzelanfertigungen aus Plexiglas den Spieler klanglich zufriedenstellen. Allerdings ist Plexiglas doppelt so schwer wie Mehrschichtholz. Hingegen haben ansonsten Kunststoffmaterialien einen negativen Einfluss auf das Klangverhalten. Mit Erfolg wurden auch Gehäuseteile aus Aluminium und Magnesium gebaut. Aluminium wird oft für die Füllung (der Boden, auf dem die Klappen aufliegen) und für die Mechanik verwendet.

### Oberflächen
Die Oberflächen wurden ursprünglich wie andere Gegenstände aus Holz behandelt, jedoch kam in den 1920er Jahren mit den ersten Kunststoffen die Beschichtung mit Zelluloid auf. Viele Hersteller ersetzen diese Verfahren bereits mit einer umweltfreundlichen speziellen Mehrschichtlackierung. Der neueste Trend auch bei Konzertinstrumenten sind aber wieder Instrumente in Massivholzlook mit Klarlackoberflächen. Heutige Mainlineprodukte aus China und Europa sind meist mit abgerundeten Gehäusen ausgeführt. Für abgerundete Gehäuse in Naturlook lässt sich Mehrschichtholz aber schlecht einsetzen.

### Diskant- und Basskonstruktion
Die Konstruktionen des Diskants und des Basses unterscheiden sich je nach Hersteller relativ stark, obwohl sehr viele Zulieferteile Verwendung finden.

#### Beeinflussung der Art der Konstruktion durch den Hersteller
Die zwei französischen Erzeuger, die Firma Cavagnolo in Lyon und die Firma Maugein in Tulle, fertigen fast alle Teile von chromatischen Akkordeons bis auf die Stimmplatten selbst. Auch die Firma Harmona mit dem Markennamen Weltmeister fertigt alles bis auf die Stimmplatten selbst. Ähnliches gilt für Instrumente aus Russland (Tula) und die tschechischen Instrumente mit dem Namen Delica. 
Instrumente aus Italien sind unter vielen Markennamen bekannt, aber es existieren nur mehr wenige selbständige, unabhängige Produzenten, die stark miteinander kooperieren, daher ähneln sich die Instrumente in Konstruktion und bei den mechanischen Einbauten sehr. Meist kommen Luxusinstrumente aus Italien, vieles wird aus China importiert, wie dies auch bei Schülerinstrumenten von Hohner der Fall ist. Jedoch ist bei Hohner die Entwicklung, Fertigstellung und Kontrolle in Trossingen.

#### Beeinflussung der Art der Konstruktion durch die Ausstattung
Im Diskant werden bis zu fünf Chöre eingebaut. Das Verdeck kann mit einer Jalousie ausgestattet sein; manche Instrumente wurden mit in Sektionen verschließbarem Verdeck gebaut. Die Ausführung des Verdecks wirkt relativ stark als klanglicher Filter und beeinflusst das Klangbild nicht unwesentlich. Der Einbau eines Cassottos ist eine Variante, die relativ oft vorkommt. Die Qualität der Gelenke im Diskant variiert erheblich; billigere Instrumente kommen oft ohne zusätzliches Gelenk aus. Für die Führungen der Tasten und die Gelenke kommt oft Teflon zum Einsatz, aber auch Kugelgelenke werden zum Teil verwendet. 
Die Klappen sind ebenfalls teilweise recht unterschiedlich ausgeführt, sie sind daher nicht immer gleich dicht und geräuschlos. Nicht jeder Spieler hat die gleichen Bedürfnisse bezüglich Mechanik. Der erforderliche Druck, um die Tasten zu bewegen, kann ebenfalls variieren, wie auch der Hub der Tasten bei verschiedenen Instrumenten nicht immer gleich ist. Die Basskonstruktionen unterscheiden sich bei der Mechanik in ähnlicher Weise wie im Diskant. Sehr wesentliche Unterschiede gibt es bei den möglichen Einbauten. Auch wenn sich an der Anzahl der Tasten rein optisch kein Unterschied bemerken lässt, kann doch der erzeugte Ton und Klang äußerst verschieden ausfallen. Für die meisten Instrumente ist jedoch eine relativ einfache, fast standardisierte Ausstattung anzutreffen (siehe auch Bass-Systeme). 
Der Einbau der Stimmstöcke im Bass ist nicht generell einheitlich. Es gibt auch die Möglichkeit, einfache Helikonstimmplatten im Bass eines chromatischen Akkordeons zu integrieren, dabei werden zwölf einfache Platten über dem Akkordstimmstock eingebaut. Dieser darüberliegende Stimmstock mit den Helikonstimmplatten ist mit einem Luftkanal nach unten zum Bassboden angebunden. Die dazugehörende Oktave-Stimmplatte pro Ton ist im stehenden Luftkanal eingebaut. Somit sind bei dieser Variante drei Stimmplatten, davon zwei Begleitstimmplatten, am Begleitstimmstock stehend montiert. 
Eine ähnliche Montageform des Stimmplatteneinbaus im Bass verwendet Hohner für die Spitzenklasse. Nur werden keine Helikonstimmplatten eingebaut, sondern die üblichen Bariton-Abmessungen. Der verlängerte Luftkanal bei dieser Art des Einbaus führt auch bei Verwendung gleicher Stimmplatten zu einer besseren Ansprache (Reaktion) der Töne und insgesamt zu einer besseren Tonqualität in Bezug auf Lautstärke und Klang. Ein Erzeuger von chromatischen Instrumenten aus Italien (Stradella) hatte in manchen Modellen alle Stimmplatten in zwei Etagen liegend im Bass eingebaut. Dies führt zu sehr guten Ergebnissen, ist aber äußerst schwierig zu realisieren. Die Firma hat den Betrieb eingestellt.

## Chromatisches Akkordeon

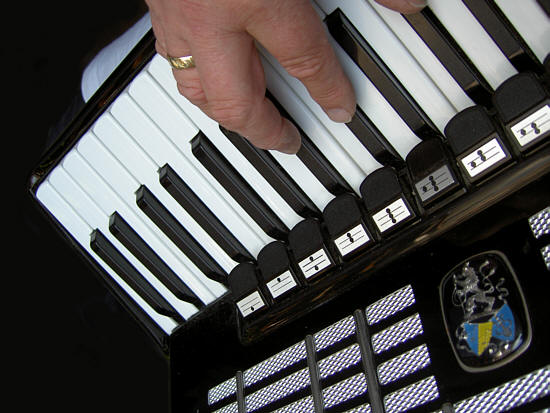
Pianoakkordeon

Das chromatische Akkordeon ist eine Bauform des Akkordeons. Zu unterscheiden sind Instrumente mit Klaviatur (Pianoakkordeon) oder Knopfgrifftastatur (chromatisches Knopfakkordeon) auf der Diskantseite.
Die Schrammelharmonika ist der Vorläufer des chromatischen Knopfakkordeons.

### Griff-Systeme

#### Knopfgriff
Die Instrumente werden mit bis zu fünf Reihen (oder sechs Reihen bei der serbischen Dugmetara speziell für die Balkan-Musik von Beltuna) gefertigt, wobei die inneren zwei (bzw. drei) Reihen eine Wiederholung von bereits vorhandenen Reihen darstellen. Es gibt B-Griff- und C-Griff-Systeme. Dabei sind die Reihen von innen nach außen beim C-Griff gegenüber dem B-Griff getauscht.

#### DieVon-Jankó-Tastatur
Diese Tastenbelegung wurde vor 1900 von Paul von Jankó erfunden, sie wird im deutschen Sprachraum auch unter „Beyreuther“, „6-plus-6“ oder vom Klingenthaler Unternehmen HARMONA AKKORDEON GMBH als Logicordion geführt. Die Jankó-Klaviatur hat beim Akkordeon wenig Verbreitung gefunden, es tauchen aber von Zeit zu Zeit auch gebrauchte Instrumente auf dem Markt auf. Bei Sonderanfertigungen müssen meist zehn Stück abgenommen werden. Die Tastatur kann sowohl mit Knöpfen als auch mit Tasten aufgebaut sein. Einige Instrumente wurden mit prismaförmigen Tasten angeboten, so ergibt sich eine bienenwabenartige Optik aus schwarzen und weißen Tasten. Eine Pianotastatur kann durch einfaches Überstülpen einer weiteren Tastaturebene sehr einfach an dieses System angepasst werden, dies ist aber aus baulichen Gründen eher bei Pianos möglich. Grundsätzlich kommt diese Tastenbelegung mit zwei Tastenreihen aus, jedoch sind meist Wiederholungsreihen (Kopplungen) vorhanden. Drei oder vier Reihen sind üblich. Bereits bei einer dreireihigen Ausführung ergibt sich gegenüber der Pianotastenanordnung ein einheitliches Griffmuster für alle Akkordtypen unabhängig von der Tonart, daher ähnliche Vorteile wie beim C- oder B-Griff. Die Oktave liegt um eine Tastenbreite dichter beieinander als bei der Klaviertastatur. Daher ist diese Tastatur als eine Art Hybrid beider Systeme zu sehen.

### Bass-Systeme
Es gibt zwei grundlegende Bass-Systeme.
Unter Stradella-Bass, (auch Manual-II-Bass oder Standardbass genannt) versteht man die Anordnung der Basstöne in Quinten in vertikaler Richtung mit den am häufigsten gebrauchten Dur-, Moll-, Sept- und verminderten Septakkorden in horizontaler Anordnung. Der Tonumfang ist hier auf eine Oktave beschränkt, wobei jedoch, je nach Bauart und Register, bei den Basstönen bis zu fünf Oktaven gleichzeitig und bei den Akkorden bis zu drei Oktaven gleichzeitig ertönen. Es werden fast alle Akkordeons mit diesem Stradella-Bass gebaut.
Im Gegensatz dazu verfügt der Melodiebass (auch Manual-III-Bass) nicht über Akkordknöpfe, hat dafür aber einen Tonumfang von bis zu fünf Oktaven und ermöglicht dadurch das tonhöhenrichtige Melodiespiel. Der Melodiebass (drei bis vier Reihen) ist entweder dem Standardbass vor- oder nachgelagert oder kann alternativ (durch Umschalten der hinteren vier Reihen des Standardbasses durch zusätzliche Tasten) auf Melodiebass auf denselben Knöpfen gespielt werden. Ein solcher sogenannter Konverterbass ist in erster Linie bei höherwertigen Instrumenten üblich. Wie beim Knopfakkordeon gibt es hier die Systeme mit C-Griff oder B-Griff.
Des Weiteren sind auch noch „Free-Bass“-Systeme auf dem Markt.
Basskopplungen (verdoppelte Töne) mit eigenem Schalter findet man zusätzlich bei großen Konzertinstrumenten, zum Beispiel Bajan.

## Diatonisches Akkordeon

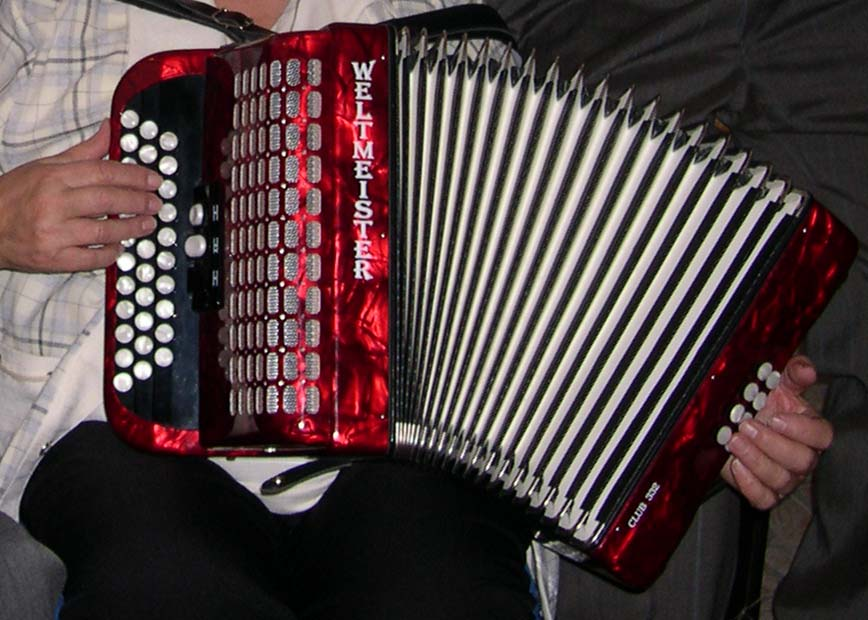
Diatonische Handharmonika (wechseltönig)

Ein diatonisches Akkordeon (in Deutschland oft nur als Handharmonika oder Wiener benannt) ist – im Gegensatz zum chromatischen Akkordeon, aber ähnlich den diatonischen Mundharmonikas – wechseltönig und diatonisch aufgebaut. Bei Zug und Druck entsteht bei den meisten Tasten der Harmonika ein unterschiedlicher Ton. Es können zudem nicht alle Tonarten (bzw. -leitern) gleich einfach gespielt werden, sondern bevorzugt nur die für die jeweilige Reihe vorgesehenen. Dazu gibt es entsprechende Griffschriftsysteme (Tabulaturen) in verschiedenen Ausprägungen mit einer auf das Instrument abgestimmten Notation.
Die diatonischen Instrumente sind in vielfältiger Form auf dem Markt. Weite Verbreitung finden die sogenannte „Steirische Harmonika“ oder die tschechischen Heligonka-Instrumente. Sie weisen nur geringfügige Bauunterschiede auf. Auch die ursprünglichen Wiener Modelle ohne Gleichton sind weltweit sehr verbreitet. Die italienischen diatonischen Modelle entsprechen im Wesentlichen den ursprünglichen Wiener Modellen.
Sehr verbreitet sind auch nach wie vor einreihige Instrumente, sogenannte Cajuninstrumente. Zweireihige Instrumente sind ebenfalls in weiten Teilen der Erde sehr beliebt. Eine Sonderform stellt die Zweireihige in Irland dar. Bei diesem Irischen Akkordeon sind die beiden diatonischen Reihen nicht eine Quint voneinander entfernt, sondern nur einen Halbton. Damit entsteht ein Instrument, das eigentlich chromatisch ist, dabei trotzdem wechseltönig im Aufbau bleibt. Auch sind weitere Varianten der Tastenbelegungen in Verwendung.
Die russische Garmoshka (was übersetzt auch wieder Harmonika bedeutet) sieht ähnlich aus, ist aber gleichtönig. Die deutsche Konzertina und die Anglo Concertina sind äußerlich stark in ihrer Bauform abweichende, aber ebenfalls diatonische Instrumente.

### Griff-Systeme
Die Knopfgriffinstrumente werden mit bis zu sechs Reihen gefertigt. Es gibt eine sehr große Vielfalt an Tastenbelegungen, die Variationen zum ursprünglichen Wiener Modell sind oft relativ gering, aber doch für die Spieltechnik von Bedeutung. Das Club-Modell und das Schwyzerörgeli belegen die dritte Diskantreihe mit Halbtönen.

### Bass-Systeme
Grundsätzlich kann die Bassseite ähnlich oder gleich aufgebaut sein wie bei chromatischen Instrumenten. Dies kommt etwa beim Schottischen Akkordeon vor. Am häufigsten sind jedoch wechseltönige Bässe mit circa je vier Knöpfen pro korrespondierender Reihe am Diskant. Die Belegung und die Anordnung der Knöpfe variiert äußerst stark. Das grundlegende Muster der Belegung ist aber fast immer so, dass zumindest auf Druck Grundton und Begleiter der Tonika zur entsprechenden Reihe erklingen, auf Zug die Dominante.
Weitere Angaben siehe bei der Beschreibung der individuellen Instrumenttypen.

## Geschichte
Ein Teil der Geschichte des Akkordeons ist in dem Film Die Geschichte und der Bau des Akkordeons von George Lindt dokumentiert, worin auch die Patenturkunde und der Herstellungsprozess detailliert dargestellt werden.

### Vorläufer
Das älteste bekannte Instrument, das auf dem Prinzip der durchschlagenden Zungen basiert, ist die chinesische Cheng. Außer dem Grundprinzip der Tonerzeugung hat die Cheng jedoch mit dem Akkordeon nahezu keine Gemeinsamkeiten.
Es wird oft angenommen, dass die Mundharmonika die Vorläuferin der Handharmonika wäre. Zuerst erhielten Kirchenorgeln und Flügel (Piano Forte) Register mit durchschlagenden Zungen (siehe Vorläufer des Harmoniums).
Die direkten Vorläufer des Harmoniums sind allerdings die Aeoline und Physharmonika genannten Instrumente. Die Aeoline wurde um 1810 von Bernhard Eschenbach zusammen mit seinem Cousin Johann Caspar Schlimbach entwickelt, wobei sich die beiden von der Maultrommel anregen ließen. Die Physharmonika wurde 1821 in Wien von Anton Haeckl patentiert. 1824 bekam Anton Reinlein in Wien ein Patent für eine Verbesserung der Handharmonika.
Die Massenproduktion von Mundharmonikas setzte vor der Produktion der kleinen diatonischen Instrumente ein. In einer Druckschrift des Musikinstrumentenmuseums SIMPK in Berlin, die anlässlich der Ausstellung „in aller Munde“ herausgegeben wurde, steht:

„Unausrottbar scheint die Legende, der Thüringer Friedrich Buschmann habe Mund- und Ziehharmonika erfunden. Einer Überprüfung hält diese These nicht stand. Denn der Musiker Buschmann spricht in einem Brief von 1828 von seiner soeben getätigten Erfindung. Jahre zuvor hatte schon die gewerbsmäßige Herstellung in Wien begonnen.“

„Nachweislich wurden „Mundharmonikas chinesischer Art“ 1825 in Wien verkauft.“

Bereits 1827/28 baute Christian Messner in Trossingen die ersten Mundharmonikas nach. 1829 ließ Charles Wheatstone das Symphonium patentieren, eine Art Luxusmundharmonika. Er verbesserte das deutsche Wind-Instrument. Zu dieser Zeit waren derartige Instrumente zumindest in wohlhabenden Kreisen oder unter Musikern bekannt. Auch Weltausstellungen waren bereits üblich, um neue technische Errungenschaften dem Publikum zu präsentieren.

### Demians Patent
Bei seinem Patentantrag vom 6. Mai 1829 – gewährt wurde es ihm am 23. Mai 1829 − verwendet Cyrill Demian in Wien zum ersten Mal die Bezeichnung „Accordion“ für sein neuartiges Instrument, da bei jeder Taste drei- bis fünftönige Akkorde eingebaut waren. Neu war die extrem kleine Ausführung. So wurde die einfachste Variante nur mit der linken Hand gespielt und war so ein reines Begleitinstrument. Dieses Instrument war wechseltönig (d. h., auf Zug und Druck klingen unterschiedliche Töne) und diatonisch (d. h., es können nur die Töne bestimmter Tonleitern pro Reihe gespielt werden). Diese Wechseltönigkeit war ebenfalls neu, da die zur selben Zeit gebauten großen Instrumente gleichtönig waren. Wegen seiner geringen Größe und des niedrigen Preises verbreitete sich das Instrument sehr rasch. So konnten auch Pilger das Instrument auf ihre Reisen mitnehmen, was mit großen Harmonikas nicht möglich war.
Cyrill Demian und andere Instrumentenbauer in Wien bauten auch größere Instrumente in ähnlicher Art. Spielanleitungen für Melodieinstrumente sind bereits aus dem Jahre 1833 bekannt. Um 1856 waren bereits um 120 Harmonikabauer in Wien tätig. Eine Auflistung der bekanntesten ist im Artikel Schrammelharmonika enthalten.

### Vielfalt
Im Jahr 1833 veröffentlichte der bekannte Wiener Komponist und Kapellmeister Adolph Müller eine Spielanleitung zum Selbsterlernen der diatonischen Harmonika. Dem Text der Einleitung ist zu entnehmen, dass zu dieser Zeit bereits viele verschiedenartige Instrumente gebaut wurden. Er empfahl ein „vollkommenes Instrument“, welches sowohl Bassteil als auch Diskantteil besitzt. Diese Instrumente hatten bis zu drei Tastenreihen mit allen chromatischen Basstönen.

„An großen vollständigen ACCORDIONS, mit 20 und mehr Tasten, sind am Boden des Instrumentes noch kleinere Claves angebracht, welche die in der oberen Lage fehlenden halben Töne und eine vollständige Oktave Basstöne geben, und, sowohl durch den Zug als Druck unverändert klingen.“

### Weitere Entwicklung
Die Instrumente in der einfachen Bauform fanden sehr rasch Verbreitung:
- In Paris wurden kurz nach Demians Vorbild Instrumente als französische Akkordeons nachgebaut und auch verändert. In der Musikzeitschrift „Le Menestrel“ aus dem Jahre 1834 wird berichtet, dass ein derartiges Instrument im Jahre 1831 nach Paris kam.
- Auch Carl Friedrich Uhlig nahm von einer Reise nach Wien ein derartiges Instrument nach Chemnitz mit. Er veränderte es, hielt aber an der diatonischen und wechseltönigen Tastenbelegung fest. 1834 baute er sein erstes Instrument, das als „Deutsche Konzertina“ bekannt wurde.
- Heinrich Band erweiterte den Tonumfang. In seiner Spielanleitung vom Jahre 1846 war sich Band selbst nicht sicher, wie er sein Instrument einordnen sollte. Er schreibt: „Accordionschule für 40- und 44-töniges Accordion, […] selbst […] auf den Accordion oder der Ziehharmonika zu lernen.“ (op. 1 Crefeld)
- Paolo Soprani in Italien baute ebenfalls seine ersten Instrumente nach dem Vorbild Demians, 1863 entstand die erste Fabrik in Italien.
- Ziehharmonika und Accordion waren also die üblichen Bezeichnungen in jener Zeit.

### Amerika
- In Amerika entwickelt sich die Harmonium-Fabrikation sehr rasch, so gab es bereits 1840 vierzig Melodeon (Orgel)-Erzeuger. Damit entwickelte sich dieses Instrument in Amerika praktisch zur selben Zeit wie in Wien und Paris. Aber auch ein Instrument nach dem Vorbild von Demian fand sehr rasch Anklang.

„Melodeons were inexpensive, easy to move, and required a minimum of upkeep. These features were so attractive that by 1840 there were forty melodeon builders in the United States, with an annual product of $646,975, but reports listed only twenty pipe organ builders, with an annual product of $324,750 [13,p.132]“

Unter anderem bezeugt ein Katalog von C. Bruno & Son aus dem Jahre 1881 umfangreiche Importe aus Europa. Dieser Katalog hat über hundert Abbildungen.

### Die deutsche Harmonika

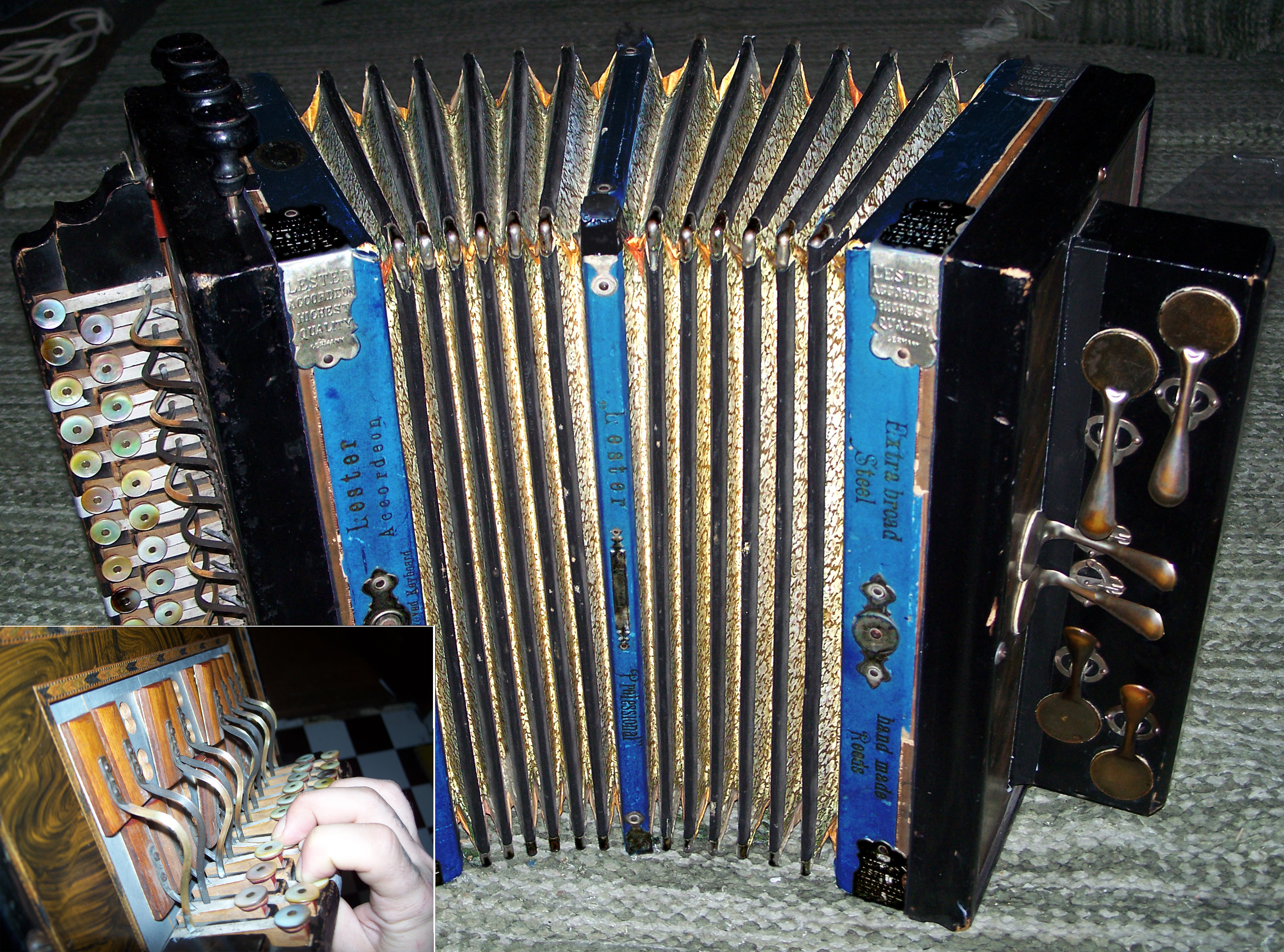
Diatonische Handharmonika, Marke Lester

#### Gera
Heinrich Wagner lernte in Wien bei seinem Schwager Joseph Resch den Bau von Mund- und Handharmonikas kennen. Ab 1836 verkaufte er noch Instrumente, die sein Schwager in Wien anfertigte, begann aber bald mit einer eigenen Produktion, indem er weitere Arbeiter aus Wien nach Gera brachte. „Zu seinen ersten Gehilfen zählten der Harmonikatischler Resch, der Balgbinder Auinger, der Plattenmacher Haberkamm und der Stimmer Volkmann.“ Er stellte Lehrlinge und Arbeiter ein und beschäftigte schon 1852 etwa 100 Mitarbeiter. 1867 waren es bereits 380 Mitarbeiter. 1890 wurde die Firma aufgelöst, der Markenname wurde von der Fa. Buttstädt übernommen.

#### Magdeburg
Im Jahre 1845 gründete Fridrich Gessner eine Fabrik in Magdeburg. 1855 soll er bereits 150 Arbeiter beschäftigt haben. 1858 folgte noch die Fa. Traugott Schneider. Gessner wurde 1909 an die Fa. Hohner verkauft, Schneider an Dörfel in Brunndöbra. Es wurden in der folgenden Zeit viele weitere Betriebe gegründet, viele gaben aber nach dem Ersten Weltkrieg auf. Zu Beginn des Zweiten Weltkrieges waren es nur noch drei Betriebe: A. Pitzschler & Sohn, H. Buttstädt, F. Törfl.

#### Berlin
In Berlin entstanden, ebenfalls um 1860, die beiden Unternehmen Pietschmann & Sohn und Kalbe. Kalbe wurde 1910 an Hohner verkauft, Pietschmann & Sohn wurde 1910 aufgelöst.

#### Klingenthal
Adolph Herold war Tischler bei der Fa. Fridrich Geßner in Magdeburg. Er brachte 1852 ein Instrument nach Klingenthal und baute es in der Werkstätte seines Vaters nach. Viele Mundharmonikaerzeuger aus dem Ort wurden dadurch angeregt, selbst Harmonikas zu bauen. Bereits 1862 gab es in Klingenthal und Umgebung (auch Musikwinkel genannt) 20 Fabriken mit 334 Arbeitern. Die Jahresproduktion belief sich damals auf 214.500 Stück Derartige Stückzahlen wurden nicht einmal später von der Firma Hohner erreicht.

#### Altenburg und Siegburg
Die Firma Kahnt & Uhlmann (Altenburg/Thüringen) fertigte „Cantulia“-Akkordeons und Bandoneons seit 1880. Im Jahr 1937 erfolgte eine Neugründung als Akkordeonfabrik in Siegburg durch Walter Neuerburg. Markenzeichen des Cantulia-Akkordeons war das rote „C“ auf der C-Taste. Während des Zweiten Weltkriegs blieb die Fabrik geschlossen. Trotz erfolgreicher Produktionswiederaufnahme nach dem Krieg erlosch die Firma zum 31. Dezember 1957.

#### Triptis – Oberpöllnitz
Die Firma „Friedrich Töpel Harmonikafabrik“ wurde im August 1872 in Wittchenstein bei Triptis von dem Harmonikatischler Friedrich August Töpel als kleine Manufaktur im elterlichen Anwesen gegründet. 1877 wurde eine eigene Fabrik in Oberpöllnitz erbaut. 1907, nach dem Großbrand von 1905, wurde die Fabrikanlage um ein Drittel der Produktionsfläche erweitert, damit verbunden war ein Eigentümerwechsel. Im Jahre 1911 erfolgte eine Umfirmierung in die „Friedrich Töpel Harmonikafabrik AG“. Um 1935 wurden 100 Mitarbeiter beschäftigt. Unter der Betriebsleitung von Paul Biedermann, der auch Hauptaktionär war, stieg die Firma zur größten Akkordeonfabrik Thüringens auf. 1961, mit dem Tod von Paul Biedermann, wurde die Akkordeonproduktion am Standort Oberpöllnitz eingestellt. Die letzte Serie von Instrumenten wurde mit 34/80 Bässen für Weltmeister Klingenthal produziert. Der geschützte Markenname ist „SOLO“.

#### Trossingen
1903 begannen M. Hohner und A. Koch die Produktion von Handharmonikas. In Trossingen gab es vor dem Ersten Weltkrieg vier Großbetriebe: Matthias Hohner, Ands. Koch, Ch. Weiß, Chr. Messner & Co. 1907, nachdem viele andere Firmen bereits integriert worden waren, wurde die Fa. Hohner zur größten Musikinstrumentenfabrik der Welt. Am Höhepunkt im Jahre 1939 beschäftigte sie 4000 Mitarbeiter.

#### Selbstspielende Akkordeons
Es gibt viele Varianten von selbstspielenden Akkordeons. Ein historisches Instrument ist das Magic Organa.

### Maschinelle Fertigung
Einen wesentlichen Beitrag zur maschinellen Fertigung machte Julius Bertold ab 1870. Er war Schlosser in Klingenthal und erfand und baute Maschinen, welche die Produktion von Stimmplatten und Akkordeons vereinfachten. Darunter waren Stanzen und Fräsen für Stimmzungen, Pressen für die Balgfertigung, Holzbearbeitungsmaschinen sowie Schneidemaschinen.
Bekannte Akkordeonbauer waren damals: C. A. Seydel, I. C. Herold, G. A. Dörfel, Dörfel-Steinfelser & Co., F. A. Böhm, Otto Weidrich, Karl Eschbach, Ernst Leiterd, F. A. Rauner A. G., Robert Mühlmann, Gebrüder Gündel.

## Elektronische und digitale Akkordeons

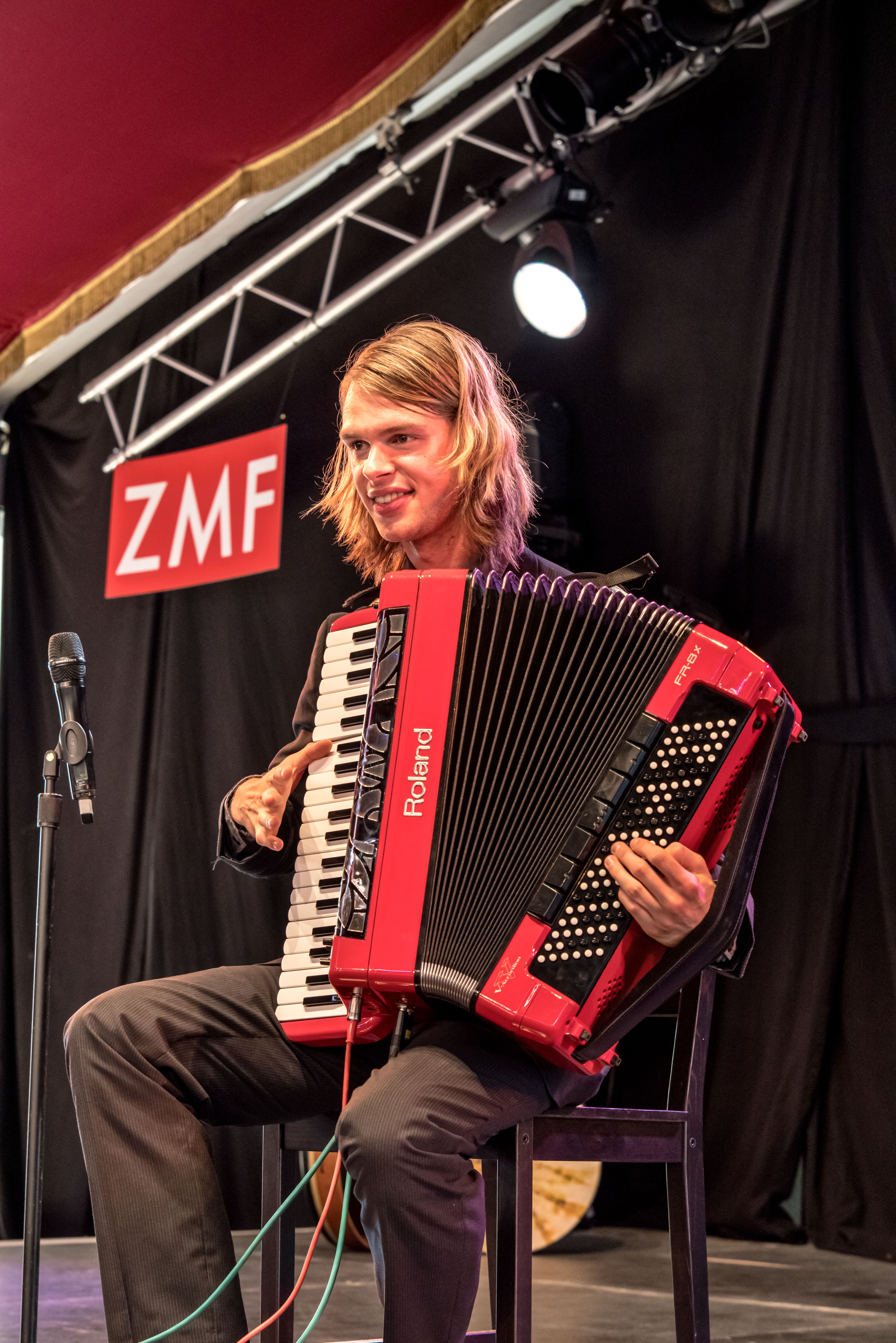
Matthias Matzke mit elektronischem Akkordeon (2016)

Ähnlich wie beim Klavier (z. B. E-Piano) kam es auch beim Akkordeon zu elektronischen Variationen, um dessen Klangvielfalt zu erweitern.
Die ersten elektronischen Akkordeons wurden in den 1960er Jahren von der italienischen Firma Farfisa gebaut.
In den 1970er Jahren war bei Alleinunterhaltern das vollelektronische Akkordeon Electravox der Firma Hohner populär, bei dem der Balg als Lautstärkeschweller diente. Eine Weiterentwicklung waren in den 1980er Jahren Akkordeons der Serie Hohner Vox, die einerseits normale Akkordeons, andererseits auch elektronische Orgeln waren. Der Klang der elektronischen Stimmen war damals noch sehr unnatürlich und am ehesten mit dem von Heimorgeln vergleichbar.
In den 1990er Jahren wurde damit begonnen, übliche Akkordeons mit einem MIDI-Modul nachzurüsten. Diese Midi-Akkordeons sind Hybride, die neben normalem Spiel die Einspeisung von Midi-Signalen in externe Soundmodule (Expander) ermöglichen.
Als weitere Entwicklung brachte Mitte der 2000er Jahre die Firma Roland volldigitale Instrumente, sogenannte V-Akkordeons, heraus. Bei diesen Akkordeons werden Klang und Spielgefühl (u. a. die Balgfunktion) von herkömmlichen Akkordeons möglichst authentisch nachgeahmt. Durch Sampling werden nicht nur die Klangfarben verschiedener Akkordeons, sondern – wie bei modernen Synthesizern – auch die Vielfalt der Sounds aller sonstigen Musikinstrumente nachgebildet.
Als weiterer Hersteller brachte 2024 die japanische Firma Korg ein volldigitales Akkordeon auf den Markt.

## Pädagogik
Das Akkordeonspiel kann an Musikschulen gelernt werden.
An den Hochschulen konnte sich das Instrument vor allem in der zeitgenössischen Kammermusik etablieren. Mehrere Institute in Deutschland – unter anderem in Bremen, Trossingen, Freiburg im Breisgau, Würzburg, Weimar, Hochschule Lausitz in Cottbus, Hannover, Essen, Wuppertal und Nürnberg – bieten entsprechend spezialisierte Studiengänge (KA, KP, Komposition, Lehramt) an. Eine interessante Sonderstellung nimmt das Hohner-Konservatorium in Trossingen (nicht zu verwechseln mit der Musikhochschule am gleichen Ort) ein, wo unter anderem Dirigenten am aus den Mitstudierenden zusammengesetzten Akkordeonorchester ausgebildet werden. Auch die diatonischen Instrumente haben Zugang zu den Hochschulen gefunden. An den Konservatorien in Linz, Salzburg, Graz, Klagenfurt, Innsbruck und München wird das Studium der Steirischen Harmonika gelehrt.

## Hersteller

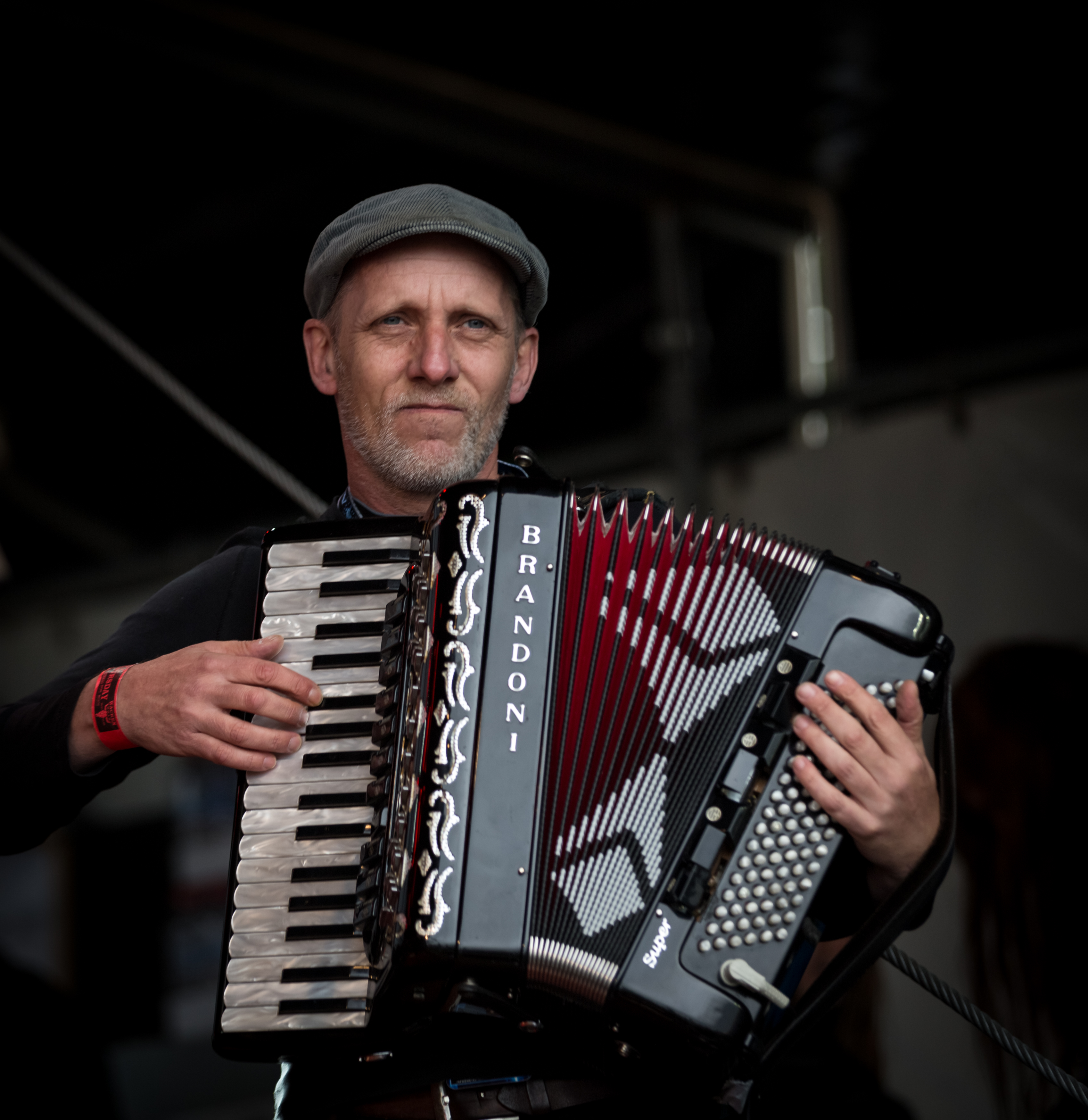
Italienisches Akkordeon des Herstellers Brandoni

Einer der größten Akkordeonhersteller ist die Matthias-Hohner AG in Trossingen. Besonders die Solistenmodelle der Serien „Morino“ und „Gola“ und das Mittelklassemodell „Atlantic“ sind weltweit verbreitet. Ende der 1990er Jahre wurde die Matthias-Hohner AG an asiatische Investoren verkauft, sodass ein Teil der Instrumente und insbesondere die Komponenten in China gefertigt werden. In Trossingen ist nur noch ein kleiner Stamm von Mitarbeitern verblieben. Eine weitere deutsche Manufaktur ist in Klingenthal das Unternehmen „HARMONA AKKORDEON GMBH“ mit dem Markennamen Weltmeister. Sie ist die älteste Akkordeonfabrik der Welt (seit ca. 1852), die nach der Wiedervereinigung aus dem VEB Klingenthaler Harmonikawerke „wieder“ entstanden ist. Hier werden immer noch Akkordeons mit einer Fertigungstiefe von bis zu 95 % in Deutschland entwickelt und hergestellt, siehe auch: Geschichte des Akkordeonbaus in Klingenthal. Ein international bekanntes Meisterinstrument ist die „Supita“, die in ihrer aktuellen Version als Supita II in verschiedenen Varianten für den Orchestereinsatz wie für solistische Zwecke und Studioproduktionen gefragt ist. Handwerksbetriebe wie Öllerer, Schneeberg und Hartenhauer in Deutschland fertigen eine beträchtliche Zahl an Instrumenten.
In Italien gibt es etwa 50 Akkordeonbauer alleine in Castelfidardo und Umgebung – bekannte Namen sind hier Dallape, Guerrini, Beltuna, Bugari, Ballone Burini, Borsini, Brandoni (Familie Bompezzo, einer der Markennamen ist byMarco), Castagnari, Menghini (heutiger Firmenname Suani, mit den Markennamen Scandalli SEM, Paolo Soprani), Pigini und Victoria. In Finnland gibt es Lasse Pihlajamaa (heute Pigini) und andere, in osteuropäischen Staaten Jupiter, Tula. In Österreich werden ca. 20.000 diatonische Harmonikas im Jahr produziert (Müller, Strasser, Schmidt, Novak, Jamnik, Zernig).
So vielfältig wie die Musiker sind auch die Meinungen über Qualität und Vorzüge der einzelnen Marken. Die Vielzahl der technischen Komponenten am Akkordeon bringt es mit sich, dass die Instrumente nur noch selten von den Herstellern komplett gefertigt werden. Auch große Marken greifen für Einzelkomponenten auf Zulieferer zurück. Daher ist es für die Beliebtheit der Instrumente nicht nur ausschlaggebend, um welche Marke und welches Modell es sich handelt, sondern darüber hinaus auch, in welcher Zeit es gebaut wurde.
Hier eine Liste der gängigsten Akkordeonmarken. Viele der Hersteller existieren bereits nicht mehr, oder stehen bereits unter anderem Firmennamen.
- Artigiana (L'Artigiana)
- Accordiola
- Alpenklang
- Akko
- Ancona
- Arabella
- Ballone Burini
- Baro
- Barcarole
- Beltuna
- Brandoni
- Bugari
- Borsini (Bompezzo)
- Borsini Sandi Jug
- Cantonelli
- Cantulia
- Cavagnolo
- Crucianelli
- Dallape
- Delicia
- Dega
- E. Soprani (Soprani)
- Excelsior
- Farfisa (Scandalli)
- Fantini
- Fisitalia
- Fili Alessandrini
- Fröhlich
- Fratelli Crosio
- Frintalini
- Galanti
- Galotta
- Giulietti
- Giustozzi
- Guerrini
- Hemgesberg
- Hess
- Hohner
- Horch
- Harmona (Weltmeister)
- Jupiter
- Kärtnerland
- Kratt
- Lanzinger
- Lucchini Stradella
- Lingatone
- Mantovanelli
- Marinucci
- Marzioli
- Meisterspiel
- Mengascini
- Menghini (Scandalli SEM..)
- Melodija
- Moreschi
- Müller
- Novak
- Orchester
- Öllerer
- Paolo Soprani
- Parrot
- Paganini
- Pigini
- Piatanesi (Ottavianelli)
- Piermaria
- Roland
- Rossini
- Royal Standard
- Settimio Soprani
- Starkrainer
- Startone
- Soprani
- Sonola
- Solton
- Schneeberg
- Schober
- Scandalli
- Titano
- Thomann
- Tula
- Universum
- Victoria
- Vignoni (Fisart)
- Walther (Ballone Burini)
- Weltmeister
- Zero Sette
- Zupan

## Akkordeonmusik

### Akkordeonkonzert
Ein Akkordeonkonzert ist ein Instrumentalkonzert für Akkordeon als Soloinstrument und Orchester oder Kammerorchester.
Mehrere Komponisten haben Solo-Konzerte für Akkordeon und Orchester geschrieben.
Das erste solche Konzert stammt aus dem Jahr 1937, es wurde von Feodosiy Rubtsov (1904–1986) komponiert und in der Leningrader Philharmonie durch Pavel Gvozdev uraufgeführt. Das erste Akkordeonkonzert in Deutschland komponierte Hugo Herrmann im Jahr 1940 (Aladar Krikkay gewidmet), es folgten weitere von Fred Malige (1942), Hermann Zilcher (1947), Hugo Herrmann 2. Konzert (1948/49), Gerhard Mohr (1953) und Wolfgang Jacobi (1958).
Ein für die Entwicklung des Akkordeons wichtiger Interpret war der Däne Mogens Ellegaard, der mit dem dänischen Komponisten Ole Schmidt zusammenarbeitete. Dessen Komposition „Symphonic Fantasy and Allegro“ op. 20 aus dem Jahr 1958 gilt als Meilenstein. Es folgten andere Komponisten aus Skandinavien, wie Torbjörn Lundquist, Niels Viggo Bentzon (1963) und Per Nørgård (1968). Arne Nordheim komponierte das berühmte Konzert "Spur" für Ellegaard im Jahre 1975. Im Jahre 1959 schrieb Václav Trojan "Pohádky" (Märchen), das noch immer regelmäßig gespielt wird. In den Vereinigten Staaten komponierten in den 1960er Jahren Henry Cowell, Alan Hovhaness, Roy Harris, Carmelo Pino, Paul Creston und Carmine Coppola Akkordeonkonzerte. Im Jahre 1962 schuf Jean Wiener in Frankreich ein Konzert für diese Besetzung.
Dank der Anstrengungen wichtiger Akkordeonisten wie Friedrich Lips, Geir Draugsvoll, Joseph Macerollo, Italo Salizzato, John Serry senior,
 Stefan Hussong und Teodoro Anzellotti wurde das Repertoire in den folgenden Jahren immer größer. Bekannte Komponisten wie Sofia Gubaidulina, Jukka Tiensuu, Kalevi Aho, Gija Kantscheli und Toshio Hosokawa haben Akkordeonkonzerte komponiert.

### Akkordeonorchester

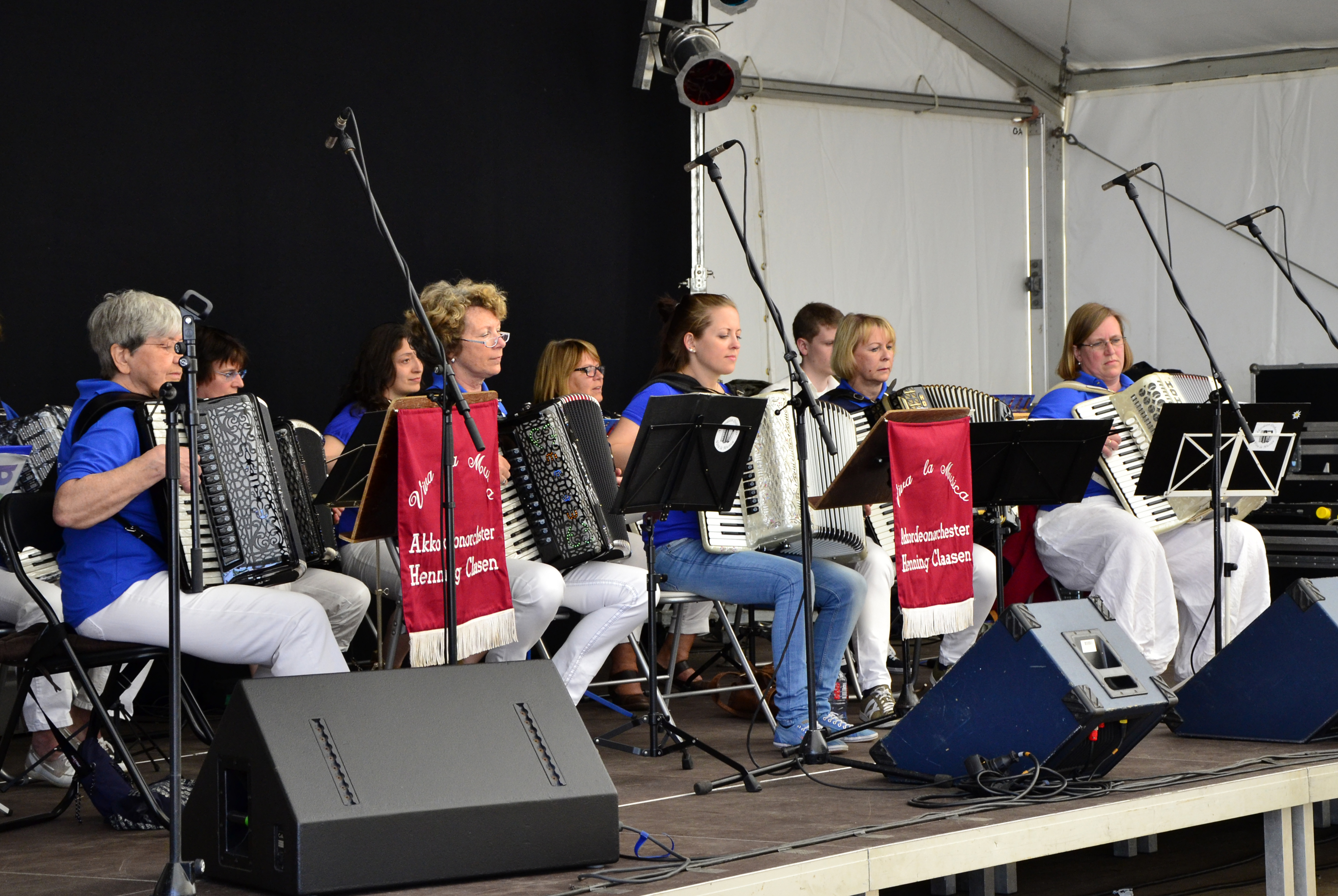
Ein Akkordeonorchester (2014)

Beim Akkordeonorchester handelt es sich um einen Klangkörper, der nur aus Akkordeonspielern besteht.
Am Anfang der Entwicklung stand die alleinige Verwendung von diatonischen Instrumenten im sogenannten Harmonikaorchester. Die ersten Orchester dieser Art wurden nach dem Ersten Weltkrieg etwa ab 1925 gegründet. Fortschritte im Instrumentenbau brachten es mit sich, dass das Akkordeon mit seinen schaltbaren Klangfarben immer mehr Eingang in Harmonikaorchester fand. So änderte das Bevorzugen des Piano- und auch des Knopfgriffakkordeons dessen innere Struktur. Das wurde schließlich bestimmend für die Literatur. Es waren damit die Voraussetzungen geschaffen, dass sich ein eigener Akkordeonorchester-Stil entwickeln konnte.
Es gibt drei Arten des gemeinsamen, orchestralen Akkordeonspiels, die sich allerdings nicht streng voneinander abgrenzen lassen:
- das große Akkordeonorchester (20 bis 30 Spieler)
- das Akkordeon-Ensemble (je Stimme höchstens zwei Spieler)
- die Akkordeon-Spielgruppe (zumeist als Quintett)

Als Zusatzinstrumente werden Bass, Elektronium oder Keyboards, Schlagzeug, Percussion und Pauken verwendet. Zuweilen wird auch ein Kontrabass ergänzt.

### Akkordeon-Bigband
Siehe auch entsprechender Abschnitt in: Big Band

## Verbände
Der Deutsche Harmonikaverband e. V. (DHV) ist mit über 120.000 Aktiven einer der größten deutschen Laienmusikverbände. Die meisten Mitglieder sind in den über 1000 Mitgliedsvereinen organisiert, die neben der Aus- und Weiterbildung der Spieler auch einen Orchesterbetrieb und regelmäßige Veranstaltungen durchführen. Gegründet wurde der DHV auf Initiative des Harmonika-Herstellers HOHNER im Jahre 1931. Der Hauptsitz des Verbands ist in Trossingen. Präsident ist seit September 2013 Jochen Haußmann (MdL BW). Der Verein ist beim Amtsgericht in Spaichingen registriert und teilt sich in verschiedene Landesverbände auf (wie Landesverband Bayern), welche wiederum in mehrere Bezirke und Kreisvereinigungen untergliedert sein können (wie Bezirk Karlsruhe). Über 75 % der Mitglieder sind Jugendliche und daher spielte die Jugendarbeit beim DHV schon immer eine sehr wichtige Rolle. In Baden-Württemberg wurde aus diesem Grund im Jahre 1981 eine Jugendorganisation des Verbands gegründet, die Akkordeon-Jugend Baden-Württemberg. Sie bündelt die Interessen der jugendlichen Mitglieder und ist mit einem umfangreichen überfachlichen Angebot präsent. Der Vorsitzende der Akkordeon-Jugend ist seit 2020 Peter Huber. Der Dienstsitz liegt in Rheinstetten.

## Rekorde und Ehrungen
Das größte spielbare Akkordeon der Welt, das auch im Guinness-Buch der Rekorde erwähnt wird, befindet sich in Castelfidardo. Es ist 2,53 Meter hoch und 1,90 Meter lang, 85 Zentimeter tief und wiegt circa 200 Kilogramm. Gebaut wurde es von 2000 bis 2001 in Castelfidardo von Giancarlo Francenella in über 1000 Arbeitsstunden. Es verfügt über 45 Diskanttasten, 120 Bassknöpfe und 240 Stimmplatten.
Bei dem Instrument handelt es sich um eine 5:1 Vergrößerung eines normalen Akkordeons.
Ein ähnlich großes Akkordeon befindet sich im Musikinstrumenten-Museum Markneukirchen. Es ist 1,80 Meter hoch, besitzt 128 Diskanttasten und 423 Bassknöpfe, davon 360 klingende und wiegt über 100 Kilogramm. Dieses Gewicht erforderte das Anbringen von Rädern, damit das Instrument bewegt werden konnte. Der Balg kann bis zu 2000 Liter Luft aufnehmen.
Das Akkordeon wurde von der Firma Glaß und Schmidt gebaut. Die Konstruktion stellt eine handwerkliche Meisterleistung dar und war ein enormer Arbeitsaufwand. Aus diesem Grund wurden die im Zweiten Weltkrieg ausgebauten Tonzungen nicht wieder eingesetzt, weshalb dieses Akkordeon nicht mehr spielbar ist. Die sechsköpfige weibliche Artistengruppe, die das Instrument zwischen 1938 und 1940 bespielte, hatte im Jahr 1938 Auftritte im Kristallpalast in Leipzig, im Apollotheater Nürnberg und in der Berliner Scala.
2024 wurde das Akkordeon von der Suchmaschine Google anlässlich des Patent-Jubiläums mit einem animierten Doodle zelebriert.

## Festivals
- Kokkola Winter Accordion Festival (Finnland)[37]
- Akkordeonfestival Wien (Österreich)[38]
- Festival Internazionale Castelfidardo (Italien)
- Akkordeon-Akut-Festival, Halle (Deutschland)[39]
- Festival Accordeoes do Mundo, Torres Vedras (Portugal)[40]
- International Accordion Festival Vilnius (Litauen)
- 67. COUPE MONDIALE der Confédération Internationale des Accordéonistes (CIA) 27. Oktober bis 2. November 2014 in Salzburg (Österreich) (Veranstalter ist der Harmonikaverband Österreichs (HVÖ))[41]
- World Music Festival Innsbruck[42]
- Akkordeon Café Dortmund (Deutschland) monatliche Open-Stage Veranstaltung und Austauschforum für Akkordeon-, Harmonika- und Mundharmonikaspieler, seit 2008[43]

## Filme
- Die Akkordeonspielerin. Preisgekrönter Dokumentarfilm von Biljana Garvanlieva. Christian Beetz. Deutschland 2006. 30 Minuten. Gebrüder Beetz filmproduktion / 3sat „Mädchengeschichten“.
- Schultze gets the Blues. Ein Film von Michael Schorr. Offizielle Homepage zum Film
- Accordion Tribe. Ein Dokumentarfilm über die gleichnamige Musikgruppe von Stefan Schwietert.
- Das Akkordeon. Ein Dokumentarfilm über den Bau und die Geschichte des Akkordeons von George Lindt (Lieblingslied Records/DVD deutsch/englisch)